# Eleanor Columbus
 Eleanor Patricia Columbus (Washington, Estados Unidos, 12 de octubre de 1989) es una actriz estadounidense que interpretó a Susan Bones en las dos primeras películas de Harry Potter. Es hija del director Chris Columbus, quien dirigió Harry Potter y la piedra filosofal y Harry Potter y la cámara secreta.

## Filmografía
| Año  | Título                             | Papel              | Notas                    | Director         |
| ---- | ---------------------------------- | ------------------ | ------------------------ | ---------------- |
| 1992 | Home Alone 2: Lost in New York     | Niña en juguetería |                          | Chris Columbus   |
| 1994 | In Search of Dr. Seuss             | Hija               | Película para televisión | Vincent Paterson |
| 1995 | Nueve meses                        | Niña de las flores |                          | Chris Columbus   |
| 1998 | Stepmom                            | Niña               |                          | Chris Columbus   |
| 2001 | Harry Potter y la piedra filosofal | Susan Bones        |                          | Chris Columbus   |
| 2002 | Harry Potter y la cámara secreta   | Susan Bones        |                          | Chris Columbus   |
| 2005 | Rent                               | Amiga de Abril     |                          | Chris Columbus   |
| 2014 | Little Accidents                   |                    | Productora               | Sara Colangelo   |